# Абрамов Олексій
Олексій Абрамов (1945, Раменське, Московська область, СРСР) — радянський хокеїст, захисник або нападник.

## Спортивна кар'єра
Вихованець горківського «Торпедо». У складі київського «Динамо» перебував з моменту заснування команди, але підтверджений статистикою дебют відбувся лише в сезоні 1965/1966. У вищій лізі чемпіонату СРСР провів 6 матчів. П'ять сезонів захищав кольори саратовського «Кристала» («Енергії»), а завершував ігрову кар'єру в друголіговій «Дніпроспецсталі» (Запоріжжя).

## Статистика
| Сезон   | Клуб                          | Ліга  | І  | Г  | П | О  | ШХ |
| ------- | ----------------------------- | ----- | -- | -- | - | -- | -- |
| 1965-66 | «Динамо» (Київ)               | вища  | 1  | 0  | 0 | 0  | 0  |
| 1966-67 | «Динамо» (Київ)               | вища  | 5  | 0  | 0 | 0  | 2  |
| 1967-68 | «Енергія» (Саратов)           | перша | 23 | 10 | 2 | 12 | 28 |
| 1968-69 | «Енергія» (Саратов)           | перша | -  | 11 | - | -  | -  |
| 1969-70 | «Кристал» (Саратов)           | перша | -  | 6  | - | -  | -  |
| 1970-71 | «Кристал» (Саратов)           | перша | 44 | 2  | - | -  | 16 |
| 1971-72 | «Кристал» (Саратов)           | перша | 48 | 5  | 0 | 5  | 16 |
| 1972-73 | «Дніпроспецсталь» (Запоріжжя) | друга | -  | 0  | - | -  | -  |
| 1973-74 | «Дніпроспецсталь» (Запоріжжя) | друга | -  | 4  | - | -  | -  |